# Філіп Родні Вайт
Філіп Родні Вайт (англ. Philip Rodney White) — американський науковець, був одним з найвідоміших та найвпливовіших людей свого часу, відомий тим, що зумів вперше отримати культуру тканин in vitro, що здатна рости необмежений період часу, виявив, що верхівкові меристеми коренів захищені від вірусів, а також розробив поживне середовище для рослин, яким послуговуються і сьогодні. Він зіграв вирішальну роль в розвитку сучасної біотехнології рослин.

## Біографія
- Філіп Родні Уайт народився 25 липня в місті Чикаго в штаті Іллінойс (США).
- Навчався в Університеті Джона Хопкінса, там же здобув ступінь доктора філософії. Навчався також у Франції.
- Більше частину свого життя працював в лабораторії Роско Б. Джексона, що знаходиться в місті Бар Харбор (штат Мен, США). Вона була центром досліджень культивування тваринних тканин in vitro та генетики.
- Організував Десятирічно-Оглядову Конференцію, на якій було проголошено про створення Міжнародної асоціації біотехнології рослин (IAPB).
- 25 березня 1968 року передчасно помер в Бомбеї (Мумбаї) під час тривалого лекційного туру по Індії. Під час лекції в Університеті Пуни втратив свідомість і помер від інсульту. Очевидно він заразився гепатитом.[2]

## Наукові здобутки

### Створення культур коренів, що ростуть необмежений період часу
Габерланд, Боргер та інші змогли досягти тривалого (до року) виживання ізольованих тканин в штучно-створених умовах, але росту фіксовано не було, або ж він був не значним. Уайд працював над розмноженням вірусів у рослинах. Він культивував ізольовані корені томатів, уражених вірусом тютюнової мозаїки, у рідкому живильному середовищі. Вперше продемонстрував безперервне активне зростання коренів in vitro. Швидкість зростання не спадала, а навпаки, спостерігається її збільшення до певної межі. В першому пасажі вона була 1,5 мм/добу, у 26 і подальших вона вже була 6,8 мм/добу.
Культура підтримувалась 40 років при щотижневому пасажуванні, не виявляючи жодних змін у рості та харчових потребах. З цього можна зробити висновок, що вона може існувати необмежений період часу.
Окрім того, було помічено відсутність вірусу в багатьох клонованих культурах, що привело до висновку про відсутність вірусу в верхівковій меристемі коренів. Пізніше це відкриття послугувало для комерційного оздоровлення рослин від вірусів.

### Створення калусних культур, що ростуть необмежений період часу
Уайд культивував калус, який отримав з проліферуючої прокамбіальної тканини гібриду Nicotiana (N. glauca X N. langsdorffii), в таких же умовах як і кореневу культуру. Йому вдалось досягти щотижневого збільшення біомаси в три рази. Ці культури не виявляли жодних ознак диференціації, за винятком випадкових скаляроподібних клітин, отже їм властиві ознаки "справжньої" культури клітин.

### Розробка поживного середовища для рослин
У 1920-1930-х роках для вирощування рослин в лабораторних умовах використовували середовище, розроблене Кнопом. Воно часто було доповнено дріжджовим екстрактом чи іншими добавками. Уайд вважав що у ньому недостатньо поживних речовин для росту рослини. Він провів систематичне дослідження потреб у поживних речовинах у культивованих коренях томатів, і на його основі створив перше середовище з відомим хімічним складом, для культивування рослин in vitro.

## Книги
- “A Handbook of Plant Tissue Culture” 1943 — перший довідник в цій галузі, у ньому представлено детальний опис ранніх робіт в біотехнології рослин, а також описані різні методи дослідження та їх використання у вивченні рослин.
- "The Cultivation of Animal and Plant Cells" 1954
- "The Cultivation of Animal and Plant Cells. 2nd ed" 1963

Усі вони стали класикою свого часу, були важливим ресурсом для багатьох лабораторій, що займались культивуванням рослин, протягом десятиліть, мали великий вплив у популяризації біотехнології рослинних клітин і дозволили багатьом вченим використовувати їх у своїх дослідженнях.